# Saúde (distrito de São Paulo)
Saúde é um distrito da Zona Sul do município de São Paulo, incluído na área da Subprefeitura da Vila Mariana. O distrito é atendido pela Linha 1-Azul do Metrô de São Paulo, contando com as estações Praça da Árvore, Saúde-Ultrafarma e São Judas.

## História
A origem do distrito remonta a um local onde tropeiros faziam parada, denominado Cruz das Almas, assim chamado por existir ali uma cruz onde se acendiam velas e colocavam imagens de santos em homenagem aos mortos. Uma das histórias que sobreviveu por séculos conta que, no local, ladrões assassinaram dois irmãos tropeiros gaúchos, daí porque foi montado este pequeno santuário. Já no século XVIII, existia na prefeitura do município a referência a Cruz das Almas.

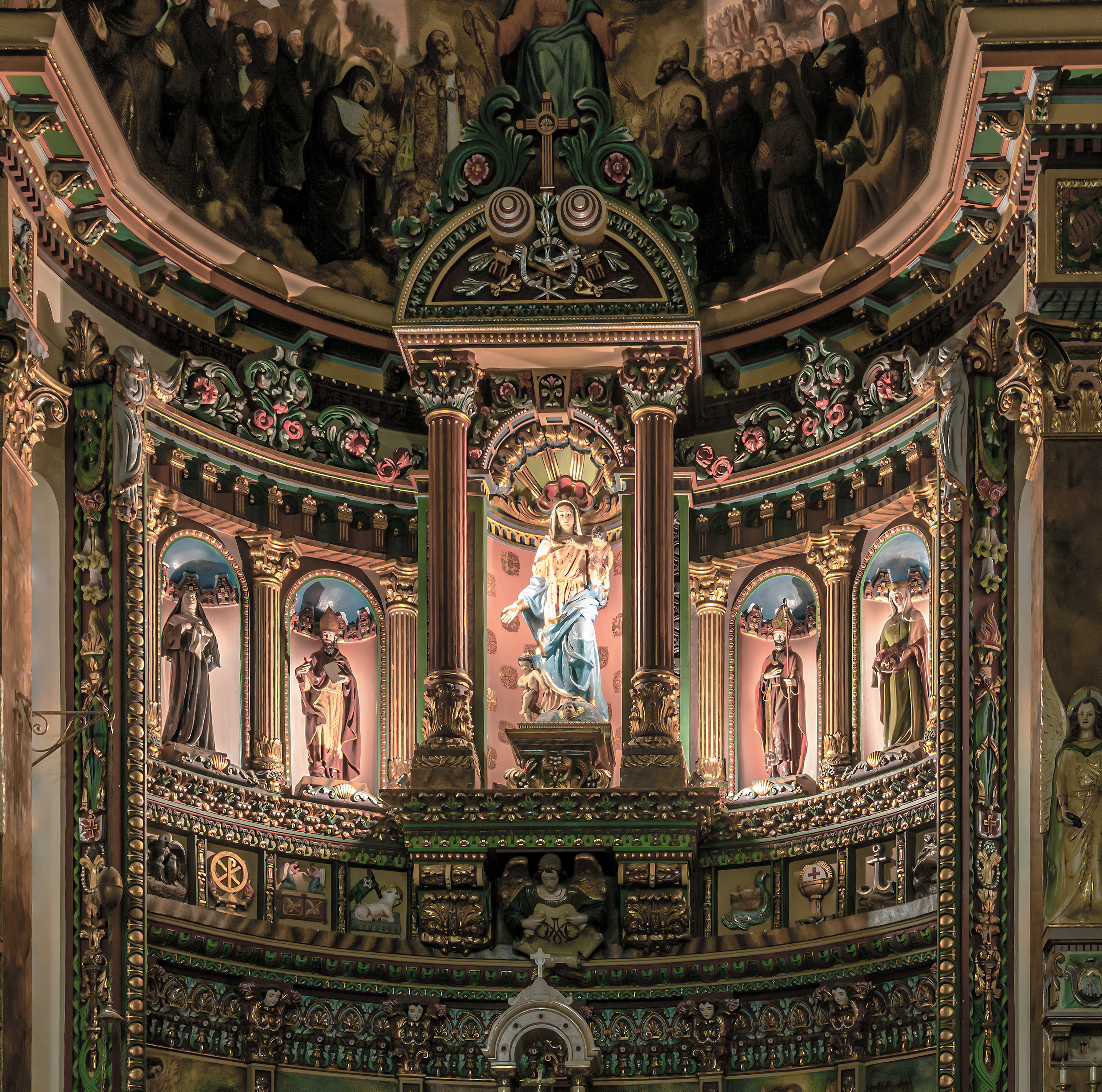
Nossa Senhora da Saúde

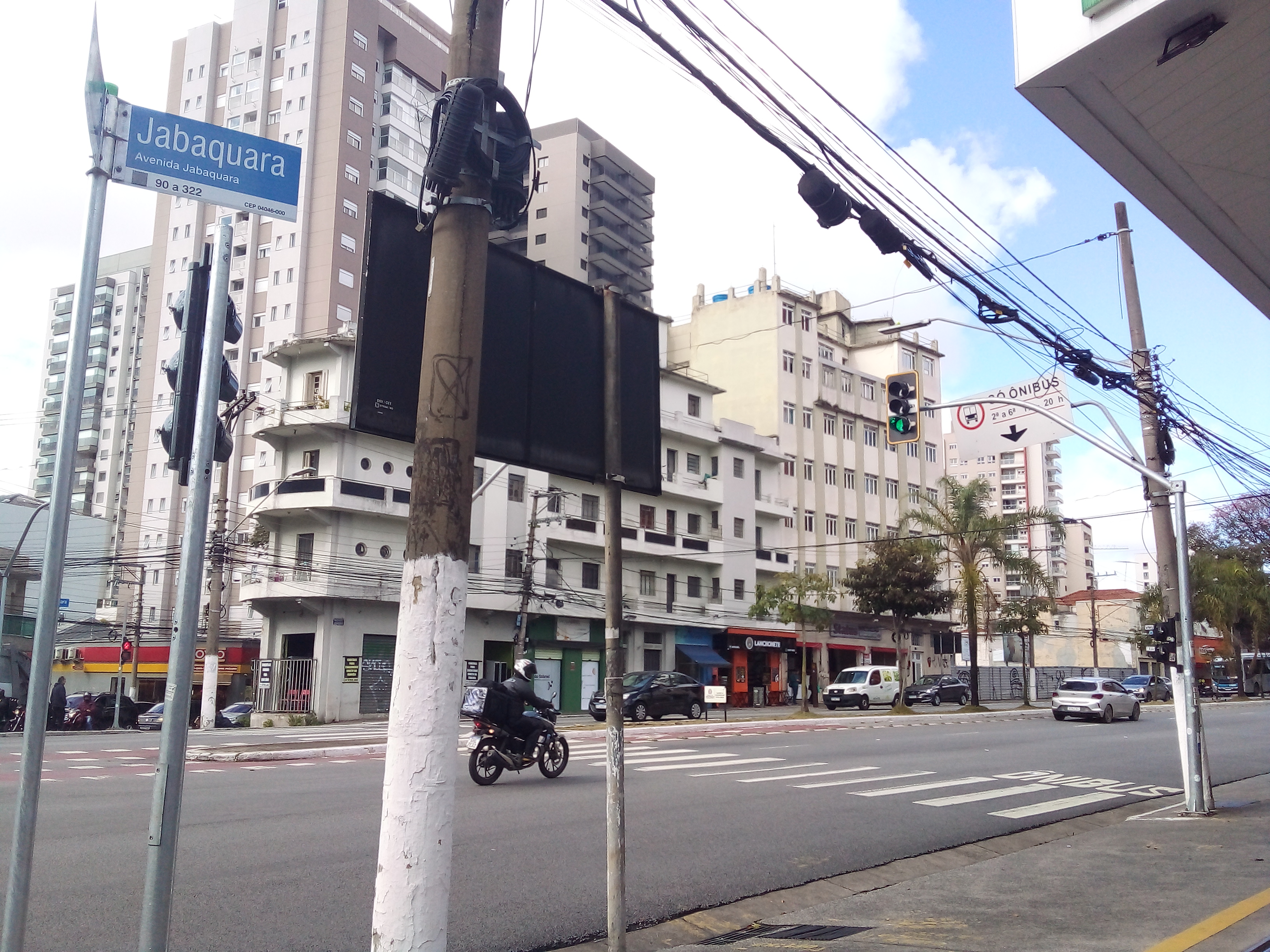
Trecho inicial da Avenida Jabaquara, principal via a cortar o distrito

Em 1910, em Cruz das Almas, foi construída a capela de Santa Cruz, no cruzamento das ruas Santa Cruz e Domingos de Morais (hoje fora do distrito). Sete anos mais tarde a capela foi elevada à condição de paróquia sob a invocação de Nossa Senhora da Saúde. Em 1928, iniciou-se a construção de uma grande igreja. Ao redor da igreja, surgiu um núcleo de moradores formado principalmente pelos recém-chegados imigrantes euro-orientais, asiáticos, escandinavos e ocidento-europeus, especialmente russos, japoneses, suecos e alemães, na qual as construções recém construídas existentes na época eram em estilo eclético, muito imóveis que existiam na época deixaram de existir devido as intensas descaracterizações e demolições ocorridas nas épocas mais recentes.
Com o passar do tempo, o velho nome "Nossa Senhora da Saúde" foi sendo abreviado e se transformou simplesmente em "Saúde", que deu nome ao distrito criado em 1925. No século XIX, a Prefeitura havia reservado uma grande área que ficou conhecida como "Bosque da Saúde". O local era frequentado nos fins de semana para passeios e piqueniques. Em 1930, o bosque foi dividido e, dez anos depois, a Companhia City loteou uma área vizinha ao bosque. O loteamento foi chamado Jardim da Saúde, bairro nobre e que hoje pertence ao distrito do Cursino. Em 1947, a prefeitura deu nomes às primeiras ruas do bairro.
Em 14 de setembro de 1974, o distrito foi um dos primeiros a ser atendidos pelo Metrô de São Paulo. Isso acabou servindo como elemento propulsor da procura por imóveis na região, bem como do aumento do comércio e do setor de serviços, o que torna a Saúde um dos distritos com melhor infra-estrutura para se viver e trabalhar na capital, destacando-se que várias das principais avenidas da cidade tem grandes trechos no distrito, como a Avenida dos Bandeirantes, Jabaquara, Indianópolis e Rubem Berta.
A região é conhecida pela presença de imigrantes japoneses, que vieram para o bairro tanto no período após a Segunda Guerra Mundial, como após o crescimento da colônia japonesa na região da Liberdade. Atualmente, imigrantes haitianos também vêm ocupando o bairro, atuando com comércio e alimentação principalmente.
Segundo uma matéria da Folha de S.Paulo de 2018, o preço médio do metro quadrado na região da Saúde estava em torno de R$ 9.670.

## Demografia
Evolução demográfica do distrito da Saúde

## Limites administrativos

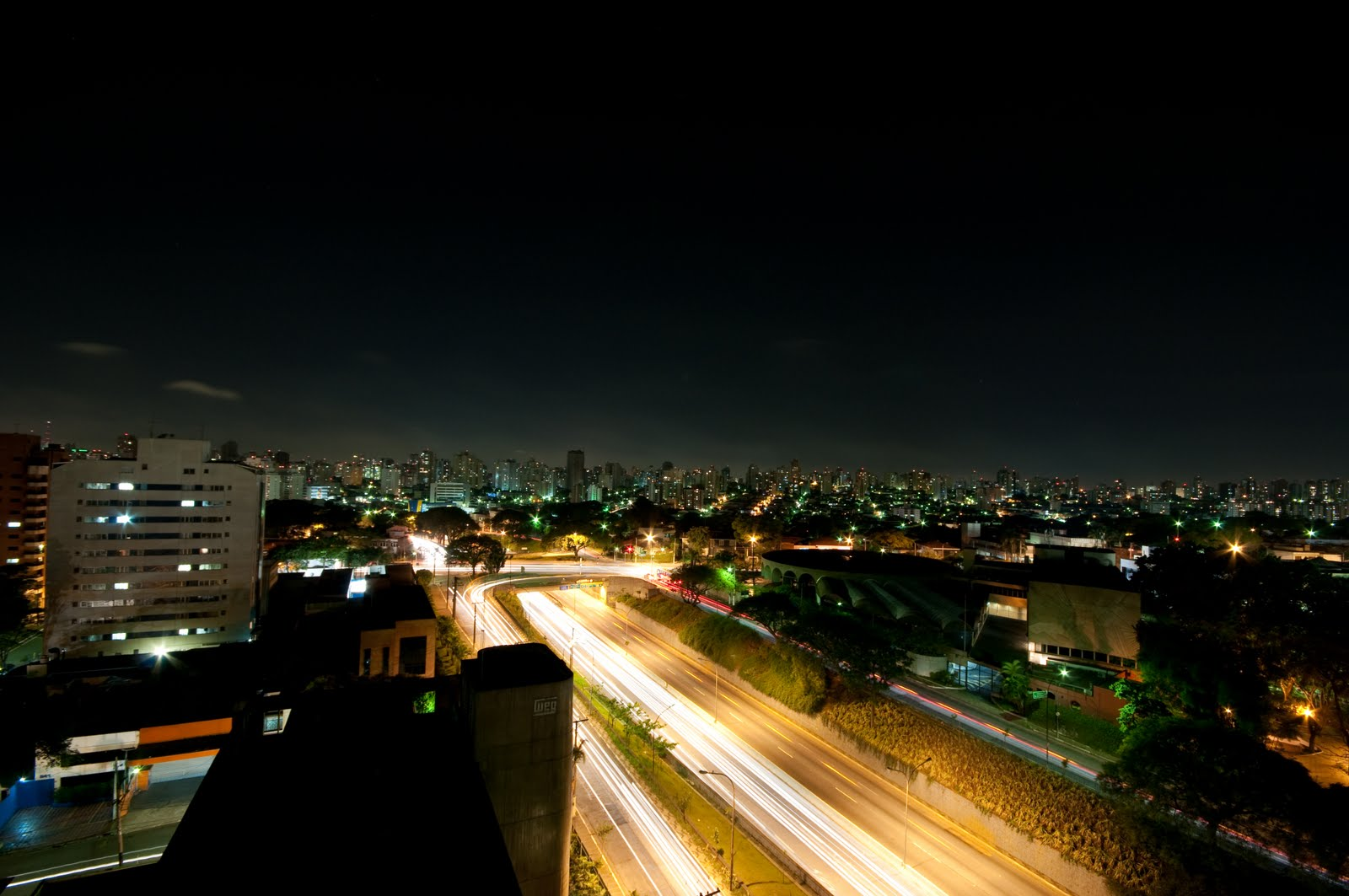
Av. Rubem Berta

Quanto aos limites administrativos do distrito, tem-se ao norte a rua Loefgren. As avenidas Bosque da Saúde e Professor Abraão de Moraes constituem o limite administrativo ao leste. O Viaduto Ministro Aliomar Baleeiro, a Avenida Afonso D'Escragnolle Taunay e a Avenida dos Bandeirantes constituem o limite administrativo ao sul. A Avenida Jurandir e Avenida dos Bandeirantes (delimitadoras do Aeroporto de Congonhas), o Viaduto João Julião da Costa Aguiar, a Avenida Moreira Guimarães e a Avenida Rubem Berta constituem o limite administrativo ao oeste.

## Distritos limítrofes
- Vila Mariana (Norte)
- Cursino (Leste)
- Jabaquara (Sul)
- Campo Belo (Sudoeste)
- Moema (Oeste)